# Bloque de Izquierda
Bloque de Izquierda (en portugués, Bloco de Esquerda; BE) es un partido político portugués de izquierda que se autodefine como socialista. Después de la dimisión de Francisco Louçã del liderazgo del partido, sus coordinadores fueron Catarina Martins y João Semedo. El 30 de noviembre de 2014, João Semedo dimitió, y Catarina Martins siguió siendo la única portavoz del partido. Desde el 28 de mayo de 2023 la nueva coordinadora, sustituyendo a Catarina Martins, es Mariana Mortágua. Otros dirigentes de importancia son Francisco Louçã, Luís Fazenda y Fernando Rosas. Miguel Portas, Joana Amaral Dias, Ana Drago y Daniel Oliveira fueron también dirigentes históricos del partido.

## Historia

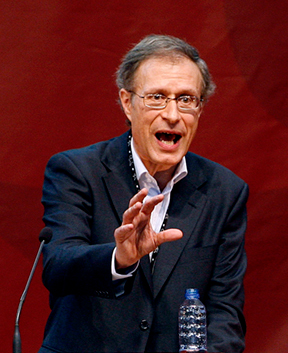
Francisco Louçã, fundador y primer líder del Bloque de Izquierda.

El Bloco de Esquerda fue fundado en 1999 a instancias de varios partidos políticos de izquierdas e independientes: la Unión Democrática Popular (UDP), alineado con el antirrevisionismo de Enver Hoxha, el Partido Socialista Revolucionario (PSR), trotskista, y Política XXI, minoría de izquierda procedente del Partido Comunista Portugués. El BE tuvo desde el comienzo estatus de partido político, aunque los grupos constituyentes han mantenido su autonomía a distintos niveles, tendiendo a perder estructura. Debido a ello permanece abierto a la integración de otras organizaciones socialistas.
En 1999, año de su fundación, alcanzó el 2,4% en las elecciones legislativas eligiendo a dos diputados. En los comicios de 2002 subió hasta el 2,8% y 3 escaños, en 2005 consiguió el 6,3% y 8 diputados. En las legislativas de 2009 consiguió llegar a los 16 diputados, tras obtener el 9,8% de los votos. En legislativas de 2011 sufrió un fuerte descalabro que llevó a perder la mitad de sus diputados (8), al obtener un 5'17%. Cuenta así mismo con 1 eurodiputados en el Parlamento Europeo tras descender hasta el 4'56% de los votos en las Elecciones europeas de 2014 y un centenar de concejales. Esto le convierte en la actualidad en el quinto partido político de Portugal, después del Partido Comunista Portugués. Es miembro fundador de la Izquierda Anticapitalista Europea y participa en el Partido de la Izquierda Europea.
El BE es un partido muy anclado a las zonas urbanas, especialmente entre la juventud, combinando campañas y propuestas sobre diversos temas como los derechos humanos, derechos de la mujer, derechos de los inmigrantes, LGBTI y ecologistas. En este sentido, el Bloco es visto como una alternativa renovadora para jóvenes urbanos, en contraste con la capacidad organizativa y la amplia extensión rural del Partido Comunista Portugués (PCP). Además su decisión de apoyar al candidato socialista Manuel Alegre en las elecciones presidenciales de 2010 le hicieron perder apoyos de sus votantes enfrentados a las medidas de austeridad.
El BE propuso la primera ley sobre violencia contra la mujer de Portugal, aprobada en el Parlamento con el apoyo del PCP y del PS, y otras importantes leyes sobre derechos civiles, incluyendo la protección de los ciudadanos contra el racismo, la xenofobia y la discriminación, la ley de matrimonio entre personas del mismo sexo, leyes de protección de los trabajadores y contra la tauromaquia.

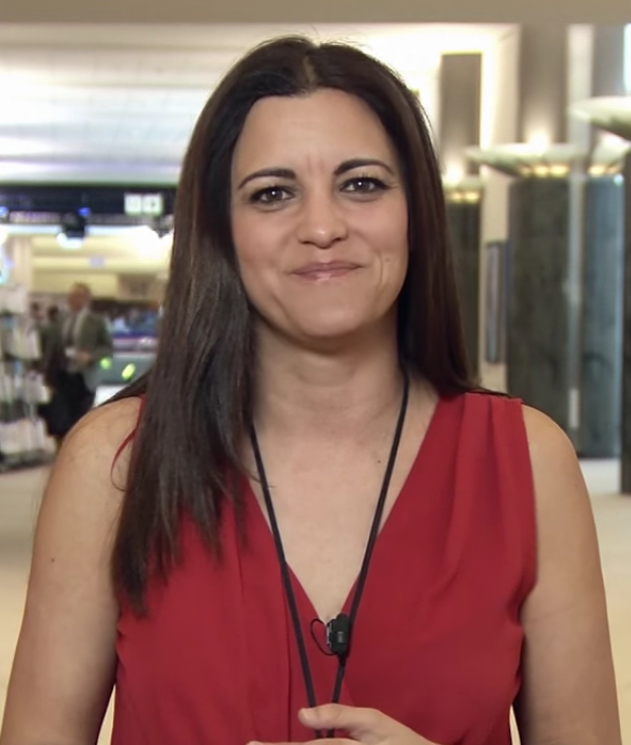
Marisa Matias, diputada en el Parlamento Europeo y candidata a la presidencia por el Bloque de Izquierda.

El BE eligió a su primer diputado en el Parlamento Europeo, Miguel Portas, en 2004. En las elecciones legislativas portuguesas de 2005 consiguió 8 escaños. En las elecciones municipales del mismo año fue elegida la candidata independiente apoyada por el BE para la alcaldía de Salvaterra de Magos. En su IV Convención Nacional, el Bloco de Esquerda nombró a Francisco Louçã como portavoz de la Comisión Política.
Ya en 2005, fue aprobado por la Convención un conjunto de estatutos, que incluyen un código de conducta y la figura del cuadro disciplinar, que anteriormente no existía.
En 2007, en la V Convención del BE, fueron presentadas tres mociones y una cuarta, de tinte crítico, acerca del funcionamiento interno de la coalición. En la elección por voto secreto de la Mesa Nacional del BE, la lista encabezada por Francisco Louçã e que incluía a todas las corrientes del Bloco obtiene el 77,5% de los votos, la lista B, encabezada por Teodósio Alcobia, un 5%, la lista C, encabezada por João Delgado e integrando sindicalistas y miembros de Ruptura/FER, un 15%, y la lista D, encabezada por Paulo Silva, un 2,5%.

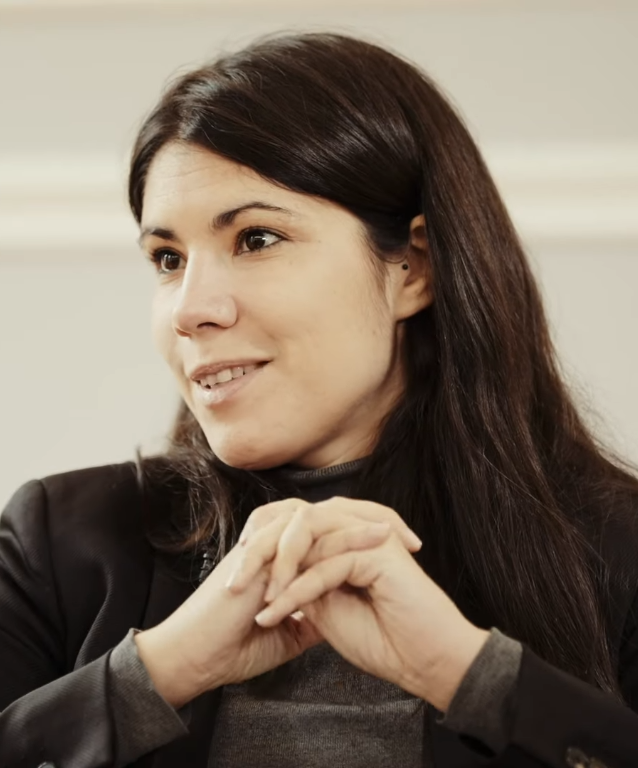
Mariana Mortagua, actual líder del Bloque de Izquierda.

En abril de 2018, la coordinadora Catarina Martins, el secretario general de Podemos Pablo Iglesias y el presidente de la France Insumise, Jean-Luc Mélenchon, firmaron un pacto en Lisboa para oficializar sus alianzas de cara a las elecciones europeas. La firma supone así un paso para forjar relaciones entre los tres partidos, así como para trasladar a España el 'modelo portugués', donde hay un acercamiento entre el Partido Socialista Portugués y el Bloco de Esquerda.

## Resultados electorales

### Asamblea de Portugal
| Comicios | # de votos    | % de votos | Escaños | +/-         | Notas                                                   |
| -------- | ------------- | ---------- | ------- | ----------- | ------------------------------------------------------- |
| 1999     | 132.333 (5.ª) | 2,44%      | 2/230   |             |                                                         |
| 2002     | 153.877 (5.º) | 2,81%      | 3/230   | 1           |                                                         |
| 2005     | 364.971 (5.º) | 6,35%      | 8/230   | 5           |                                                         |
| 2009     | 558.062 (4.º) | 9,82%      | 16/230  | 8           |                                                         |
| 2011     | 288.923 (5.º) | 5,17%      | 8/230   | 8           |                                                         |
| 2015     | 549 153 (3.º) | 10,22%     | 19/230  | 11          | Apoyo parlamentario al gobierno del Partido Socialista. |
| 2019     | 500 017 (3.º) | 9,52%      | 19/230  | Sin cambios |                                                         |
| 2022     | 240 257 (5.º) | 4,46%      | 5/230   | 14          |                                                         |
| 2024     | 282 314 (5.º) | 4,36%      | 5/230   | Sin cambios |                                                         |
| 2025     | 125 808 (7.º) | 1,99%      | 1/230   | 4           |                                                         |

### Parlamento Europeo
| Comicios | # de votos   | % de votos | Escaños | +/- | Notas                                |
| -------- | ------------ | ---------- | ------- | --- | ------------------------------------ |
| 1999     | 62.067 (#5)  | 1.84%      | 0/25    |     |                                      |
| 2004     | 167.313 (#4) | 4,91%      | 1/24    | 1   |                                      |
| 2009     | 382.667 (#3) | 10,72%     | 3/22    | 2   | Rui Tavares abandonó en 2011 el BdE. |
| 2014     | 149.764 (#5) | 4,56%      | 1/21    | 2   |                                      |
| 2019     | 325.533 (#3) | 9,82%      | 2/21    | 1   |                                      |
| 2024     | 168.107 (#5) | 4,25%      | 1/21    | 1   |                                      |